# Christian Groß
Christian Groß (Bremen, Alemania Occidental, 8 de febrero de 1989) es un exfutbolista alemán que jugaba de centrocampista.
Fue internacional con la selección de Alemania sub-20 en 2010.

## Clubes
| Club               | País     | Año       |
| ------------------ | -------- | --------- |
| Hamburgo S. V. II  | Alemania | 2008-2009 |
| Hamburgo S. V.     | Alemania | 2009-2010 |
| Hamburgo S. V. II  | Alemania | 2010-2011 |
| SV Babelsberg 03   | Alemania | 2011-2013 |
| Sportfreunde Lotte | Alemania | 2013-2014 |
| VfL Osnabrück      | Alemania | 2014-2018 |
| Werder Bremen II   | Alemania | 2018-2020 |
| Werder Bremen      | Alemania | 2020-2024 |